# Eruptio
Eruptio wordt in de psychologie gebruikt voor een moment van totale zinsverbijstering. Het moment na de spreekwoordelijke druppel, die de emmer deed overlopen.

## Etymologie
Het woord zelf komt van het Latijnse eruptio, eruptionis (vr.) en wat zoveel betekent als uitval, uitbarsting (zie ook eruptie: uitbarsting van een vulkaan).
Het woord belaadt dus het moment dat een persoon niet meer te beheersen is. Deze kan dan extreem agressief worden (agressieve eruptio) of deze kan minder agressief zijn en eerder overgaan in schelden, dit hangt dus af van persoon tot persoon. Een moment waarbij men in een grote positie van onmacht zit en waarin geweld de enige oplossing lijkt en men de haren uit het hoofd rukt.

## Voorbeeld
In de Ilias wordt melding gemaakt van de Griekse held Aias (de grote). Na de dood van Achilleus wil hij ten koste wat kost de wapenuitrusting van deze held in handen krijgen. Hiervoor staat hij echter tegenover Odysseus. In een debat moeten beiden de jury overtuigen wie het meeste aanspraak maakt op de wapenrusting. En de welbespraakte Odysseus won dit dispuut gemakkelijk van de krachtige Aias waarop de raad de rusting aan Odysseus toewees. Hierop kreeg Aias een eruptio waarin hij een horde schapen voor Odysseus aanzag en deze afslachtte. Toen hij bekomen was bemerkte hij wat hij gedaan had en pleegde hij zelfmoord. 

## Toepassing heden
Ook is de eruptio een veelgebruikt argument voor de verdediging bij Assisenzaken, waarbij de moord weerlegd kan worden omdat de beschuldigde op dat moment onderhevig was aan een eruptio.